# باول بن حاييم
باول بن حاييم (بالعبرية: פאול בן חיים) (5 يوليو 1897 – 14 يناير 1984) مؤلف موسيقي إسرائيلي.
يعتبر أبرز المؤلفين الموسيقيين في تاريخ الموسيقى الكلاسيكية الإسرائيلية.
حصل على جائزة إسرائيل في الموسيقى في عام 1957.

## حياته
ولد باسم باول فرانكنبورغر في ميونيخ في ألمانيا. درس الكمان والفيولا، لكنه اختار في وقت لاحق الانتقال إلى البيانو.
خدم في الحرب العالمية الأولى على الجبهة مع فرنسا، وكاد يقتل في هجوم بالغاز. وفي نهاية الحرب عاد إلى ميونخ سيرا على الأقدام مئات الأميال.
ودرس التأليف الموسيقي على يد فردريش كلوزه، وعمل قائد فرقة موسيقية مساعد لبرونو فالتر وهانس كنابرتسبوش من عام 1920 و1924.
عمل قائد فرقة موسيقية في أوغسبورغ من عام 1924 إلى 1931، حين أعلنت إدارة الأوبرا إنهاء خدمته. وبسبب ازدياد معاداة السامية حرم من إمكانية الحصول على وظيفة أخرى في ألمانيا. فقرر الهجرة إلى فلسطين تحت الانتداب البريطاني.  
هاجر بن حاييم إلى فلسطين تحت الانتداب البريطاني في عام 1933، وعاش في تل أبيب قرب ميدان زينا ديزنغوف. وكانت السنوات الثلاث الأولى من حياته فيها صعبة، وكان يعاني من مشاكل معيشية.
وفي عام 1937 عاد إلى التأليف الموسيقي. ثم تفرغ للتدريس والتأليف الموسيقي. وقام بالتدريس في معهد شولاميت الموسيقي في تل أبيب في إسرائيل.
درس اللغة العبرية بمساعدة مدرس وبلغ فيها مستوى عال. أما زوجته التي كانت تعمل راقصة في النمسا، فكانت تتحدث الألمانية حتى نهاية حياتها.
وعبرن اسمه ليصبح مواطنا إسرائيليا بعد قيام الدولة الإسرائيلية في عام 1948.

## أعماله
ألف موسيقى حجرة وأعمالا للكورال والأوركسترا والآلات الفردية وكذلك أغاني. وبرز في مجال تأليف الموسيقى الوطنية اليهودية، ومسيقاه بها بعض العناصر الموسيقية من الشرق الأوسط، ويتشابه في ذلك مع إرنست بلوخ.
ومن بين تلاميذه المشهورين إلياهو إنبال، هنري لازاروف، بين صهيون أورغاد، عامي ماياني، شولاميت ران، رامي بار نيف وناعوم شيريف وآخرون.

## جوائز
- حصل على جائزة إسرائيل في الموسيقى في عام 1957.[9]